# التصنيف المرحلي المتكامل للأمن الغذائي
التصنيف المرحلي المتكامل للأمن الغذائي (بالإنجليزية: Integrated Food Security Phase Classification)‏ ويختصر (IPC)، وهي أداة لتطوير طرق تحليل الأمن الغذائي واتخاذ القرار، ويعد مقياس موحد لدمج بيانات الأمن الغذائي والتغذية وسبل العيش في بيان شامل حول طبيعة الأزمة، ومدى شدتها، والنتائج المترتبة على الاستجابة للاستراتيجية ويرجع تطوير استخدام التصنيف عندما تم استخدامه في الصومال من خلال عمل مشترك يجمع كل من وحدة تحليل الأمن الغذائي في الصومال التابعة لمنظمة الأغذية والزراعة للأمم المتحدة لحماية الأمن الغذائي، والعديد من الحكومات الوطنية والوكالات الدولية ومنها: منظمة كير الدولية، ومركز البحوث المشتركة التابع للمفوضية الأوروبية EC JRC، ومنظمة الأغذية والزراعة للامم المتحدة FAO، الوكالة الأمريكية للتنمية الدولية USAID، واوكسفام بريطانيا، وهيئة انقاذ الطفولة، برنامج الأغذية العالمي WFP وذلك بهدف الوصول إلى منهجية تتوائم مع السياقات الأخرى التي تتناول موضوع الأمن الغذائي.

## مقياس التصنيف
يتضمن الجدول التالي ملخصًا للتصنيف:
| رقم المرحلة | المرحلة                          | الوصف |
| ----------- | -------------------------------- | --- |
| 1           | أمن غذائي بشكل عام               | يمكن لأكثر من 80٪ من الأسر تلبية الاحتياجات الغذائية الأساسية بدون استراتيجيات غير نمطية للتكيف. |
| 2           | أمن غذائي غير مستقر (على الحدود) | بالنسبة لما لا يقل عن 20 في المائة من الأسر المعيشية، يتم تقليل استهلاك الغذاء ولكن في الحد الأدنى من الملاءمة دون الحاجة إلى الانخراط في استراتيجيات التكيف التي لا رجعة فيها. لا تستطيع هذه الأسر تلبية احتياجات حماية سبل العيش بشكل كامل.                      |
| 3           | أزمة غذاء ومعيشة حادة            | يعاني ما لا يقل عن 20 بالمائة من الأسر من ثغرات كبيرة في استهلاك الغذاء أو أنهم قادرون بشكل هامشي على تلبية الحد الأدنى من الاحتياجات الغذائية فقط من خلال استراتيجيات التكيف التي لا رجعة فيها مثل تصفية أصول المعيشة. مستويات سوء التغذية الحاد أعلى من المعتاد. |
| 4           | إغاثة إنسانية                    | تواجه 20 في المائة على الأقل من الأسر ثغرات شديدة في استهلاك الغذاء، مما يؤدي إلى مستويات عالية للغاية من سوء التغذية الحاد والوفيات المفرطة؛ أو تواجه الأسر خسارة جسيمة في أصول المعيشة التي من المحتمل أن تؤدي إلى فجوات في استهلاك الغذاء.                      |
| 5           | مجاعة / كارثة إنسانية            | يواجه ما لا يقل عن 20 في المائة من الأسر نقصًا كاملاً في الغذاء و / أو الاحتياجات الأساسية الأخرى ويتجلى الجوع والموت والعوز؛ وانتشار سوء التغذية الحاد يتجاوز 30٪؛ ومعدلات الوفيات تتجاوز 2 من كل 10,000 في اليوم الواحد.                                           |